# Guilherme Kachel
 Guilherme Fiori Kachel  (Curitiba, 20 de maio de 1991) é voleibolista indoor brasileiro, atuante na posição de  Líbero, representou a Seleção Brasileira na conquista no Brasil da medalha de prata no Campeonato Sul-Americano Infanto-Juvenil de 2008, disputou na Itália a edição do Campeonato Mundial Infanto-juvenil de 2009. Ainda pela seleção de base conquistou a medalha de ouro no Campeonato Sul-Americano Juvenil de 2010 no Chile e foi campeão e no Campeonato Mundial  Juvenil de 2011 , e conquistou a medalha de ouro no Campeonato Mundial Sub-23 de 2013 no Brasil.

## Carreira
Guilherme iniciou sua trajetória no vôlei em 2003  pelo Círculo Militar do Paraná, defendendo-o nas temporadas 2003-04, 2004-05 e 2005-06, na temporada 2006-07 além deste defendeu o Paraná Clube/Expoente  em 2006 conquistou os títulos do Campeonato Paranaense, da Taça do Paraná e do Regional da Federação Paranaense.
Em 2007  defendeu o Colégio Positivo/PR conquistou o bicampeonato no Regional da Federação Paranaense. Serviu a Seleção Paranaense  na temporada 2007-08. E no ano seguinte foi bicampeão do Campeonato Paranaense e da Taça do Paraná, além do tricampeonato do Regional da Federação Paranaense.
Convocado para Seleção Brasileira em 2008, a representou no Campeonato Sul-Americano Infanto-juvenil, o mesmo realizado em Poços de Caldas-Minas Gerais, ocasião que conquistou a medalha de prata, perdendo a final para seleção argentina, interrompendo a hegemonia continental do Brasil na categoria. Na temporada 2008-09 voltou a jogar pelo Círculo Militar do Paraná e conquistou o título do Campeonato Brasileiro de Seleções de 2008 pela Seleção Paranaense , divisão especial da categoria infanto-juvenil,  realizado em Patos de Minas-Minas Gerais.
Por duas vezes foi eleito  o Melhor Líbero  da Taça Paraná ,nos anos de 2006 e 2008, nestes mesmos anos  também foi eleito pela Federação Paranaense o Melhor Líbero e atuando pelo Círculo Militar do Paraná  na jornada 2008-09 disputou o  Torneio Internacional de Clubes no Chile, sagrando-se campeão da edição e eleito o Melhor Líbero da edição e disputou nesta temporada também  a Copa Minas  e foi eleito o atleta com a Melhor Recepção.Em 2009 representou a Seleção Paranaense, desta vez na categoria juvenil, disputou o Campeonato Brasileiro de Seleções e terminou em quinto lugar, este realizado em Belo Horizonte-Minas Gerais.Ainda em 2009 voltou a vestir a camisa da Seleção Brasileira, na categoria infanto-juvenil, quando disputou o Campeonato Mundial  disputado nas cidades italianas de Jesolo e  Bassano del Grappa e vestindo a camisa#19, encerrou na competição em nono lugar.
Na temporada 2009-10 passou a atuar pelo  Ulbra/São Caetano  no qual disputou o Campeonato Paulista na categoria infanto-juvenil, sendo semifinalista e alcançando a quarta colocação final.Na categoria juvenil representou a Seleção Brasileira em 2010 na edição do Campeonato Sul-Americano  em Santiago-Chile , em tal ocasião  conquistou o título do campeonato de forma invicta.
Foi contratado pelo Sada Cruzeiro e o defendeu na temporada 2010-11, conquistando o ouro no Campeonato Mineiro de 2010 e no mesmo ano do Torneio Internacional de UC Irvine nos Estados Unidos e o vice-campeonato da Superliga Brasileira A referente a esta jornada esportiva.
Guilherme foi convocado para o Mundial Juvenil de 2011 , sediado nas cidades brasileiras de:  Rio de Janeiro e Niterói, nesta participação vestiu a camisa#10 e terminou na quinta posição e destacou-se na edição como segundo Melhor Líbero e foi o décimo primeiro Melhor Defensor.
Renovou contrato com o Sada/Cruzeiro para temporada 2011-12, foi bicampeão mineiro em 2011 e neste mesmo ano foi bicampeão do Torneio Internacional de UC Irvine e campeão  da Superliga Brasileira A 2011-12 e na temporada seguinte conquistou o tricampeonato mineiro em 2012  e  o vice-campeonato da Superliga Brasileira A 2012-13.
Em 2013 sagrou-se tetracampeão mineiro e foi convocado para Seleção Brasileira Sub-23 em preparação da Copa Pan-Americana  na Cidade do México e também para primeira edição do Campeonato Mundial Sub-23 e disputou o referido  Campeonato Mundial que foi sediado em Uberlândia-Brasil conquistando a medalha de ouro e foi eleito o Melhor Líbero de toda competição.Em 2014 conquistou  o título da Copa Brasil em Maringá-Paraná , qualificando seu clube para o Campeonato Sul-Americano de  Clubes no mesmo ano e chegou a final da Superliga Brasileira A 2013-14, finalizando com o título da competição.

## Clubes
| Clube                     | País   | De   | Até  |
| Círculo Militar/Dom Bosco | Brasil | 2003 | 2007 |
| Paraná/Expoente           | Brasil | 2006 | 2007 |
| Colégio Positivo          | Brasil | 2007 | 2008 |
| Círculo Militar/Dom Bosco | Brasil | 2008 | 2009 |
| Ulbra/São Caetano         | Brasil | 2009 | 2010 |
| Sada Cruzeiro             | Brasil | 2010 | 2015 |
| Montes Claros             | Brasil | 2015 | 2016 |

## Títulos e Resultados
- 2006-Campeão do Campeonato Paranaense[3]
- 2006-Campeão da Taça do Paraná[3]
- 2006-Campeão do Campeonato Regional da Federação Paranaense de Voleibol[3]
- 2007-Campeão do Campeonato Regional da Federação Paranaense de Voleibol[3]
- 2008-Campeão do Campeonato Paranaense[3]
- 2008-Campeão da Taça do Paraná[3]
- 2008-Campeão do Campeonato Regional da Federação Paranaense de Voleibol[3]
- 2008-Campeão do Campeonato Brasileiro de Seleções (Infanto-juvenil)[2][3][4]
- 2008-09-Campeão do Torneio Internacional de Clubes ( Chile)[3]
- 2009-5º lugar do Campeonato Brasileiro de Seleções (Juvenil)[5]
- 2009-9º lugar do Campeonato Mundial Infanto-juvenil (Jesolo & Bassano del Grappa,  Itália)[7]
- 2009-4º lugar do Campeonato Paulista (Infanto-juvenil)[3]
- 2010-Campeão do Campeonato Mineiro[9]
- 2010– Campeão do Torneio Internacional UC Irvine( Estados Unidos)[9]
- 2010-11- Vice-campeão da Superliga Brasileira A[3][9]
- 2011-5º lugar do Campeonato Mundial Juvenil (Rio de Janeiro & Niterói,  Brasil)[11]
- 2011-Campeão do Campeonato Mineiro [14]
- 2011– Campeão do Torneio Internacional UC Irvine( Estados Unidos)[14]
- 2011-12- Campeão da Superliga Brasileira A [14]
- 2012-Campeão do Campeonato Mineiro [14]
- 2012-13- Vice-campeão da Superliga Brasileira A [14]
- 2013-Campeão do Campeonato Mineiro [14]
- 2013-14- Campeão da Superliga Brasileira A [18]
- 2014- Campeão da Copa Brasil[16]

## Premiações Individuais
- 2006- Eleito Melhor Líbero da Taça do Paraná [3]
- 2006- Eleito Melhor Líbero pela Federação Paranaense de Voleibol [3]
- 2008- Eleito Melhor Líbero da Taça do Paraná [3]
- 2008- Eleito Melhor Líbero pela Federação Paranaense de Voleibol [3]
- 2008-09- Melhor Líbero do Torneio Internacional de Clubes[3]
- 2008-09- Melhor Recepção da Copa Minas[3]
- 2º Melhor Líbero  do Campeonato Mundial Juvenil  de 2009[12]
- Melhor Líbero  do Campeonato Mundial Sub-23 de 2013[3]

## Ligações Externas
- Profile Kachel (en)
- Profile Guilherme Kachel (en)